# Lil' Dub Chefin'
«Lil' Dub Chefin'» es un sencillo por Spacemonkeyz vs. Gorillaz, del álbum de remixes Laika Come Home. Es un remix de la canción de Gorillaz «M1 A1». Su título hace referencia a un restaurante del Reino Unido Little Chef. En el video musical aparecen los Spacemonkeyz. En Phase One: Celebrity Take Down, el video tiene una introducción alternativa y créditos. La canción alcanzó la posición 73 en el UK Singles Chart. Fue relanzado como EP el 28 de febrero de 2003.

## Lista de canciones
| Sencillo en CD, vinilo de 12 pulgadas y casete sencillo |                                      |          |  |
| N.º                                                     | Título                               | Duración |  |
| 1.                                                      | ««Lil' Dub Chefin'» (Album Version)» | 4:43     |  |
| 2.                                                      | «Lil' Dub Chefin'» (Radio Edit)»     | 3:02     |  |
| 3.                                                      | «Spacemonkeyz Theme»                 |          |  |